# Фикоцианобилин
Фикоцианобили́н — голубой фикобилин или, другими словами, тетрапиррольный хромофор обнаруженный у цианобактерий, глаукофитов, красных водорослей и некоторых Криптофитовые водоросли. Фикоцианобилин представлен только в составе фикобилипротеинов аллофикоцианина и фикоцианина, в которых он является терминальным приёмником энергии. Он ковалентно связан с белками посредством тиоидной связи.